# Yokohama Keio Challenger 2023
Der Yokohama Keio Challenger 2023 war ein Tennisturnier der ITF Women’s World Tennis Tour 2023 für Damen und ein Tennisturnier der ATP Challenger Tour 2023 für Herren in Yokohama. Das Turnier fand für die Herren vom 20. bis 26. November 2023 und für die Damen unmittelbar folgend vom 27. November bis 3. Dezember 2023 statt.